# Abdul Hadi Dawi Pareshan

Abdul Hadi Dawi Pareshan (paschtunisch عبدالهادي داوي; * 1894 in Kabul; † 1982 ebenda) war ein afghanischer Dichter, Diplomat und Regierungsbeamter.

## Leben
Abdul Hadi Dawi Pareshan kam 1894 in Kabul in einer paschtunischen Familie aus dem Dawi-Stamm auf die Welt. 1912 machte er auf der Habibia High School seinen Abschluss. 1922 wurde er zum Botschafter in London ernannt. 1925 trat er von diesem Posten zurück. Bis 1928 war er als Handelsminister tätig. Von 1929 bis 1931 amtierte er wieder als Botschafter, diesmal in Berlin. Er galt als ein Unterstützer von Amanullah Khan. 1950 wurde er in die Wolesi Dschirga gewählt, das Unterhaus des afghanischen Zwei-Kammern-Parlaments. Dort diente er als Sprecher des Hauses. Während dieser Zeit war er auch Sekretär und Vormund des damaligen Königs Zahir Schah. Von 1952 bis 1954 war er als Botschafter in Kairo tätig; von 1954 bis 1958 übte er dieses Amt in Jakarta aus. Am 12. Oktober 1965 wurde er zum Präsidenten der Meschrano Dschirga ernannt. Er starb im Jahr 1982 in Kabul.
| Vorgänger | Amt                                        | Nachfolger |
| --------- | ------------------------------------------ | ---------- |
| —         | afghanischer Handelsminister 1928 bis 1929 | —          |

| Personendaten    | Personendaten                      |
| ---------------- | ---------------------------------- |
| NAME             | Dawi Pareshan, Abdul Hadi          |
| ALTERNATIVNAMEN  | عبدالهادي داوي (paschtunisch)      |
| KURZBESCHREIBUNG | afghanischer Politiker und Dichter |
| GEBURTSDATUM     | 1894                               |
| GEBURTSORT       | Kabul                              |
| STERBEDATUM      | 1982                               |
| STERBEORT        | Kabul                              |